# Eirug Wyn
Eirug Wyn, rodným jménem Eirug Price Wynne, (11. prosince 1950 – 25. dubna 2004) byl velšský romanopisec. Narodil se ve vesnici Llanbrynmair a studoval na Trinity College v Carmarthenu. Brzy začal přispívat do satirického časopisu Lol. Psal ve velšském jazyce. Za posledních čtrnáct let svého života publikoval patnáct knih. Byl například autorem čtyř dětských knih. Zemřel v Bangoru ve věku 53 let.